# کالهون (میزوری)
کالهون (به انگلیسی: Calhoun) یک شهر در ایالات متحده آمریکا است که در شهرستان هنری، میزوری واقع شده‌است. کالهون ۲٫۵۶ کیلومتر مربع مساحت و ۴۶۹ نفر جمعیت دارد و ۲۴۲ متر بالاتر از سطح دریا قرار دارد.